# Prémio Sydney da Paz
O Prémio Sydney da Paz, título original Sydney Peace Prize é conferido pela Sydney Peace Foundation, uma organização sem fins lucrativos associada à Universidade de Sydney na Austrália. É o único prêmio internacional de paz conferido na Austrália.

## Agraciados
- 1998 - Professor Muhammad Yunus, fundador do Grameen Bank para os pobres
- 1999 - Arcebispo Emeritus Desmond Tutu, ganhador do Nobel da Paz
- 2000 - Xanana Gusmão, poeta e artista e presidente de Timor-Leste
- 2001 - Sir William Deane, juiz australiano que ocupou o cargo de governador-geral da Austrália entre 1996 e 2001
- 2002 - Mary Robinson, alta comissária das Nações Unidas para os direitos humanos, de 1997 a 2002
- 2003 - Dr.ª Hanan Ashrawi, acadêmica palestiniana e ativista de Direitos Humanos
- 2004 - Arundhati Roy, escritora, novelista e ativista pelos Direitos Humanos
- 2005 - Olara Otunnu, Representante das Nações Unidas pelas crianças e Conflitos armados em Uganda
- 2006 - Irene Khan, Secretária Geral da Anistia Internacional
- 2007 - Hans Blix, chefe da missão das Nações Unidas no Iraque, em 2002, em busca de armas de destruição em massa
- 2008 - Patrick Dodson, Lingiari Foundation
- 2009 - John Pilger, jornalista e pesquisador australiano
- 2010 - Vandana Shiva, física, pesquisadora, eco-ativista da diversidade e integridade dos recursos naturais, especialmente das sementes nativas.
- 2011 - Noam Chomsky[1]
- 2012 - Sekai Holland